# الشعاب (صنعاء)

تعديل مصدري - تعديل

الشعاب هي إحدى قرى مديرية بني حشيش التابعة لمحافظة صنعاء اليمنية، بلغ تعداد سكانها 2446 نسمة حسب الإحصاء الذي جرى عام 2004.